# Khleo Thomas
Khaleed "Khleo" Leon Thomas (Anchorage, Alaska, 30 de enero de 1989) es un actor y rapero estadounidense. Obtuvo reconocimiento por primera vez como actor con su interpretación de Hector "Zero" Zeroni en la película Holes (2003), y desde entonces ha aparecido en películas como Walking Tall, Roll Bounce, Remember the Daze y Hurricane Season, y en programas de televisión como ER, The Bernie Mac Show, House, Sons of Anarchy, Bones, Being Mary Jane, Major Crimes y Shameless. Como rapero, ha lanzado dos EPs y ha realizado giras junto a Bow Wow, Snoop Dogg, Ice Cube, Sean Kingston y Chris Brown.
Thomas creó y dirige las marcas de estilo de vida Slick Living y Goddess Living Among Men (GLAM). Apareció en el videojuego NBA 2K19 , prestando su voz al representante de Nike. Desde 2020, tiene un canal de Twitch dedicado a los videojuegos y la cultura popular.

## Biografía
Thomas nació en Anchorage, Alaska, y vivió en Alemania hasta los cuatro años. Su madre es judía marroquí y su padre es afroamericano. Después de que su familia se estableciera en el sur de California, comenzó a actuar en anuncios/comerciales a los seis años.

## Carrera
En 1998, la primera aparición televisiva de Thomas fue en un episodio de Kids Say the Darndest Things de Bill Cosby.
Desde entonces, ha protagonizado películas como Friday After Next (2002), Holes (2003), Going to the Mat (2004), Walking Tall (2004) y Roll Bounce (2005).
Thomas fue uno de los protagonistas de la película de Disney Holes de 2003, adaptada del libro homónimo de Louis Sachar. Thomas no había leído el libro antes de ser elegido para interpretar a Zero. Para adaptarse al clima desértico para el rodaje de Holes, Thomas tuvo que participar en un entrenamiento de acondicionamiento físico. Él recuerda: "Tuvimos que trepar cuerdas, cavar hoyos, correr, hacer caminatas, hacer abdominales y flexiones. Todo el tiempo estábamos pensando, ¿para qué necesitamos esto? Luego llegamos al desierto y lo entendimos. Hacía tanto calor que solo podías estar en un hoyo durante 20 minutos seguidos". Thomas cantó una de las canciones de la banda sonora de la película, "Dig It", que se originó en los viajes de ida y vuelta en autobús de seis horas que transportaron a los actores al set.
En 2005, Thomas se involucró más en la música a través de una asociación con el rapero y actor Bow Wow y su sello LBW Entertainment. Apareció en el quinto álbum de estudio de Bow Wow, The Price of Fame, así como en numerosos mixtapes. Hizo apariciones especiales en los videos musicales "Fresh Azimiz" y "Outta My System" de Bow Wow.
En 2006, Thomas apareció como estrella invitada en "Poppin' Tags", un episodio de CSI: Crime Scene Investigation; y en el episodio de la cuarta temporada de House M. D., "Ugly", en 2007. Coprotagonizó el primer episodio de la serie de televisión Teachers, que fue cancelada después de seis episodios. Protagonizó películas como Remember the Daze (2007) y Hurricane Season (2009). En 2010, Thomas protagonizó la película de acción Boogie Town.
Thomas inició un canal de Twitch en 2020. Juega juegos, presenta concursos de trivia de Disney, hace cosplays del personaje Powerline de A Goofy Movie e interactúa con sus seguidores.

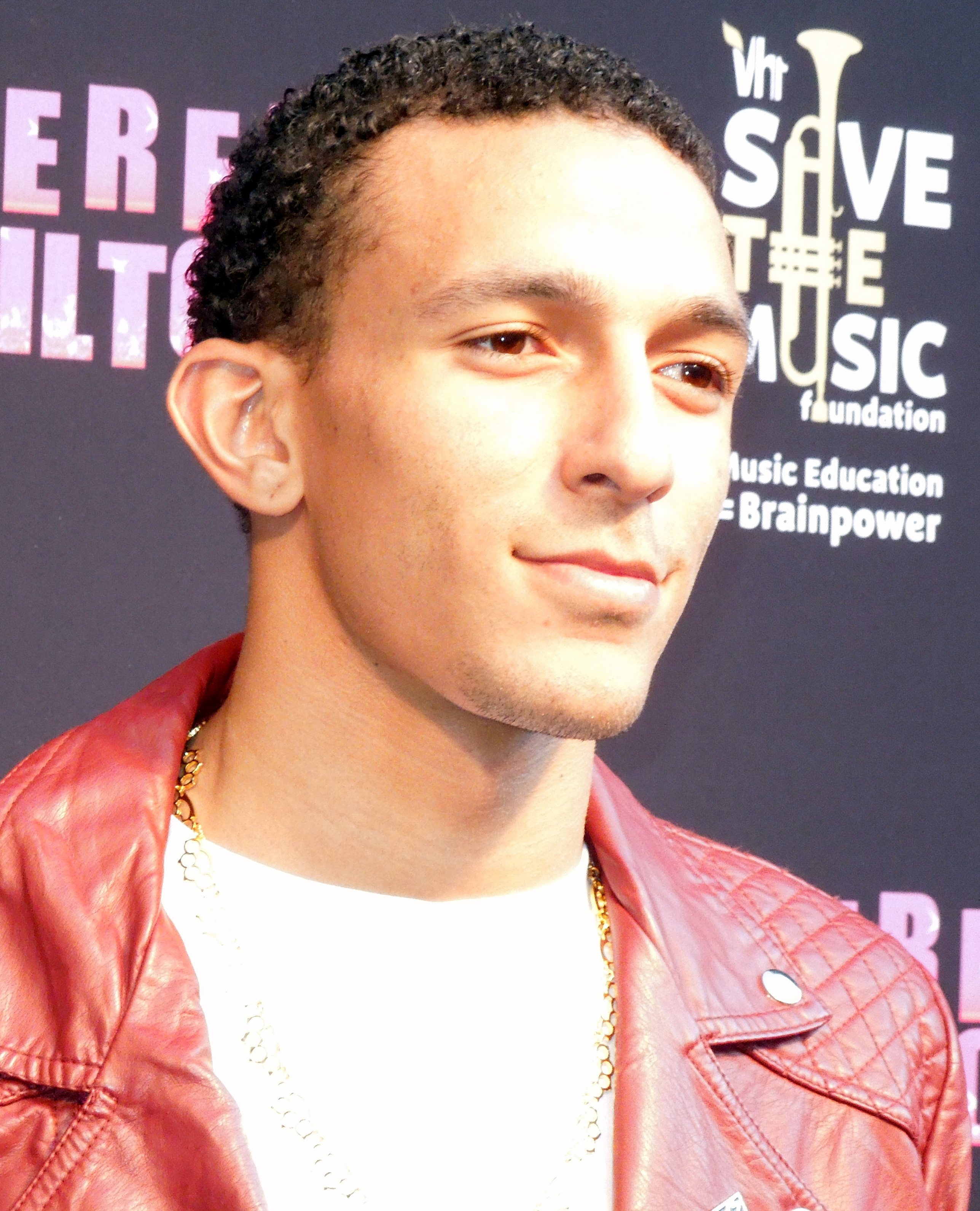
Khleo Thomas en septiembre de 2012 durante Perez Hilton's One Night In... en Los Ángeles, California

## Filmografía
| Películas | Películas           | Películas                      | Películas                                |
| Año       | Título              | Papel                          | Notas                                    |
| --------- | ------------------- | ------------------------------ | ---------------------------------------- |
| 2002      | Friday After Next   | Niño malo                      | Papel secundario                         |
| 2003      | Holes               | Hector "Zero" Zeroni           | Papel principal                          |
| 2004      | Baadasssss!         | Mario                          | Papel secundario                         |
| 2004      | Time Out            | Khalid                         | Película corta                           |
| 2004      | Going to the Mat    | Vincent "Fly" Shu              | Papel secundario; película de televisión |
| 2004      | Walking Tall        | Pete Vaughn                    | Papel secundario                         |
| 2005      | The Golden Blaze    | Jason Fletcher/Sure Shot (voz) |                                          |
| 2005      | Roll Bounce         | Mixed Mike                     | Papel principal                          |
| 2005      | Dirty               | Splooge                        | Papel secundario                         |
| 2007      | Remember the Daze   | Dylan                          | Papel secundario                         |
| 2009      | Boogie Town         | Gizmo                          | Papel secundario; película no lanzada    |
| 2009      | Bob Funk            | Cupcake                        | Papel principal                          |
| 2009      | Hurricane Season    | David Willis                   | Papel secundario                         |
| 2009      | Breathe             | Dante                          | Película corta                           |
| 2010      | Krews               | Tom Tom                        |                                          |
| 2010      | The Company We Keep | Joven Raheem                   | Papel secundario                         |
| 2015      | Victor              | Randy                          | Papel secundario                         |
| 2016      | Soy Nero            | Mohammed                       |                                          |
| 2017      | Clockwork           | Beau Cartermore                | Película corta                           |
| 2019      | Anywhere with You   | Danny                          | Papel secundario                         |
| 2019      | Paint It Red        | Eduardo                        |                                          |
| 2022      | Scrap               | Marcus                         |                                          |

| Television | Television                                              | Television     | Television                     |
| Año        | Título                                                  | Papel          | Notas                          |
| ---------- | ------------------------------------------------------- | -------------- | ------------------------------ |
| 1998       | Kids Say the Darndest Things                            | Himself        | 1 episodio                     |
| 1999       | Family Law                                              | Lanny Brass    | 1 episodio                     |
| 2001       | City Guys                                               | Jordan         | 1 episodio                     |
| 2003       | Super Short Show                                        | Himself        |                                |
| 2004       | ER                                                      | Brian          | 1 episodio                     |
| 2004       | The Wayne Brady Show                                    | Himself        | 1 episodio                     |
| 2004       | Frankie Muniz HoopLA Celebrity Basketball Event         | Himself        |                                |
| 2004       | The Story Behind Baadasssss!: The Birth of Black Cinema |                |                                |
| 2005       | The Bernie Mac Show                                     | Curtis         | 1 episodio                     |
| 2005       | Scream Tour IV                                          | Himself        |                                |
| 2006       | Teachers                                                | Patrick        | 1 episodio                     |
| 2006       | CSI: Crime Scene Investigation                          | Dante          | 1 episodio                     |
| 2006       | Gettin' Dirty                                           |                |                                |
| 2007       | On Location with Remember the Daze                      | Él mismo       |                                |
| 2007       | House M. D.                                             | Kenny Arnold   | 1 episodio                     |
| 2009       | Kids' Inaugural                                         | Él mismo       |                                |
| 2010       | 90210                                                   | Chico          | 1 episodio                     |
| 2011       | Parenthood                                              | Chico          | 1 episodio                     |
| 2011       | Sons of Anarchy                                         | Frecks         | 1 episodio                     |
| 2013       | Bones                                                   | Marcos Herrera | 1 episodio                     |
| 2016       | Shameless                                               | Dylan Oswald   | 2 episodios                    |
| 2017       | Being Mary Jane                                         | D-Razor        | 1 episodio                     |
| 2017       | Major Crimes                                            | Lewis Wilks    | 2 episodios                    |
| 2017       | Relationship Status                                     | Billy          | 2 episodios                    |
| 2019       | UA:LA                                                   | Veil           | 2 episodios                    |
| 2021       | 5150                                                    | Vlogger        | Película corta para televisión |

| Videojuegos | Videojuegos | Videojuegos                               | Videojuegos |
| Año         | Título      | Rol de voz                                | Notas       |
| ----------- | ----------- | ----------------------------------------- | ----------- |
| 2018        | NBA 2K19    | Kai Donaldson/Representante de Nike (voz) |             |

## Discografía

### EPs
| Año  | Título |
| ---- | --- |
| 2012 | After Everything Fades (con Chris Batson) - Fecha de lanzamiento: 13 de noviembre de 2012 - Etiqueta: Executive Dream, Executive Music, Fontana - Formato: Descarga digital |
| 2014 | Raised in the 90s - Fecha de lanzamiento: 28 de diciembre de 2014 - Etiqueta: Slick Living, Executive Dream, Executive Music, Fontana - Formato: Descarga digital           |

### Mixtapes
| Título                 | Detalles del mixtape                                                                                    |
| ---------------------- | --- |
| The World Is A Cartoon | - Fecha de lanzamiento: 11 de enero de 2010                                                             |
| The Next Episode       | - Fecha de lanzamiento: 11 de enero de 2011 - Etiqueta: Zero Unlimited                                  |
| Slick Living           | - Fecha de lanzamiento: 23 de diciembre de 2011 - Organizado por Coast 2 Coast - Etiqueta: Slick Living |

### Como artista principal
| Año  | Canción                             | Álbum                            |
| ---- | ----------------------------------- | -------------------------------- |
| 2012 | "So Many Girls"                     | Sencillo sin álbum               |
| 2012 | "Slick"                             | Vida elegante                    |
| 2012 | "Sweat It Out"                      | Vida elegante                    |
| 2012 | "Becoming" (con Chris Batson)       | Después de que todo se desvanece |
| 2013 | "Ride" (con Chris Batson)           | Después de que todo se desvanece |
| 2014 | "Side Ni**a / Don't Catch Feelings" | Sencillos sin álbum              |
| 2014 | "No Questions"                      | Sencillos sin álbum              |
| 2014 | "Tonight" (con Sean Roxs)           | Sencillos sin álbum              |

### Como artista invitado
| Año  | Canción                                      | Álbum              |
| ---- | -------------------------------------------- | ------------------ |
| 2013 | "Now Forever" (Sofía Reyes con Khleo Thomas) | Sencillo sin álbum |

## Videografía

### Como artista principal
- "In My Soul" (2010)
- "I'm Still" (2010)
- "Lost" (2010)
- "I Got Me" (2010)
- "Feel Good Music" (2010)
- "Halloween" (2010)
- "Lights Out" (2011)
- "Floyd Mayweather" (2011)
- "Motivation Remix" (2011)
- "You Don't Fight Fair" (2011)
- "Monster & A Beat" (2011)
- "Slick" (2012)
- "Sweat It Out" (2012)
- "Fly Me Out To Cali" (2012)
- "So Many Girls" (2012)
- "Slick Music" (2012)
- "5 On It" (2014)

### Como artista invitado
- Eric Mora - "Ain't I Freestyle" (2009)
- Indigo Charlie - "Never Change Remix (I'll Never Change)" (2010)